# Sala di Clemente VII
La sala di Clemente VII è una delle sale più ricche dei Quartieri monumentali (del piano nobile) di Palazzo Vecchio a Firenze. Oggi ospita lo studio del sindaco di Firenze. 

## Storia
La sala fa parte del ciclo di celebrazione e trionfo degli esponenti principali di casa Medici, voluta da Cosimo I de' Medici, ed è dedicata a papa Clemente VII, il secondo papa mediceo dopo Leone X. La sala venne decorata dal 1556 al 1562 con la supervisione di Giorgio Vasari, che dipinse parte delle scene con Giovanni Stradano e altri aiuti. La sala fu usata dal sindaco di Firenze sin dall'epoca di Ubaldino Peruzzi, ed è stata usata fino a pochi anni fa prima di venire riaperta al percorso museale. L'arredamento è comunque sempre quello dell'ufficio del Sindaco e viene tuttora usata in occasioni di incontri di alta rappresentanza.
Il ciclo di pitture celebra Clemente VII nel tessuto diplomatico dell'epoca, tra Carlo V d'Asburgo e Francesco I di Francia, assieme ad altri personaggi coevi della casata medicea quali il duca Alessandro de' Medici e il cardinale Ippolito de' Medici.

## Il soffitto
Il soffitto è decorato da un grande pannello centrale, attorno al quale sono disposti quattro pannelli rettangolari, uno per lato, e, sui lati lunghi, due dipinti ovali per parte, oltre a disegni di personificazioni, il tutto circondato da stucchi di Leonardo Ricciarelli e Giovanni di Tommaso Boscoli, dorati da Mariotto di Francesco.
Al centro del soffitto la tavola di Clemente VII incorona Carlo V in San Petronio a Bologna celebra il legame tra Medici e Asburgo. 
Negli ovali e nei rettangoli attorno si trovano varie scene della vita del papa e di personaggi a lui contemporanei:
- Clemente VII torna a Roma dalla Francia (di Vasari e Stradano)
- Clemente nomina cardinale il nipote Ippolito de' Medici nel 1529 (di Vasari e Stradano)
- Ippolito de' Medici si reca in Ungheria come legato pontificio nel 1532 per combattere i turchi (di Stradano)
- Clemente VII apre la porta Santa per il giubileo del 1525 (di Vasari)
- Sposalizio di Caterina de' Medici con Enrico II di Francia (di Vasari)
- Carlo V incorona Alessandro de' Medici duca di Firenze (di Vasari e Stradano)
- Rientro di Alessandro a Firenze dopo la nomina imperiale (di Stradano)
- Alessandro de' Medici sposa Margherita d'Austria (di Vasari)

Non vi sono riferimenti diretti al disastroso sacco di Roma.
Le allegorie sono della Fortuna, dell'Onore, della Magnanimità, della Sapienza, della Sicurezza, della Vittoria e della Fortezza.

## Le pareti

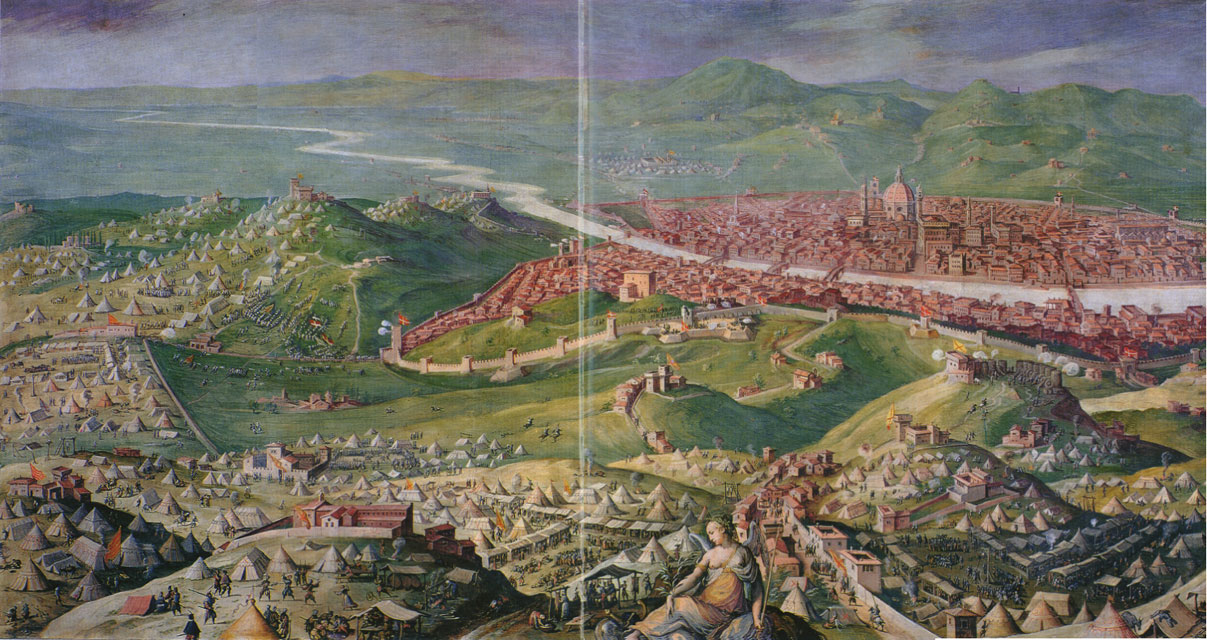
LAssedio di Firenze

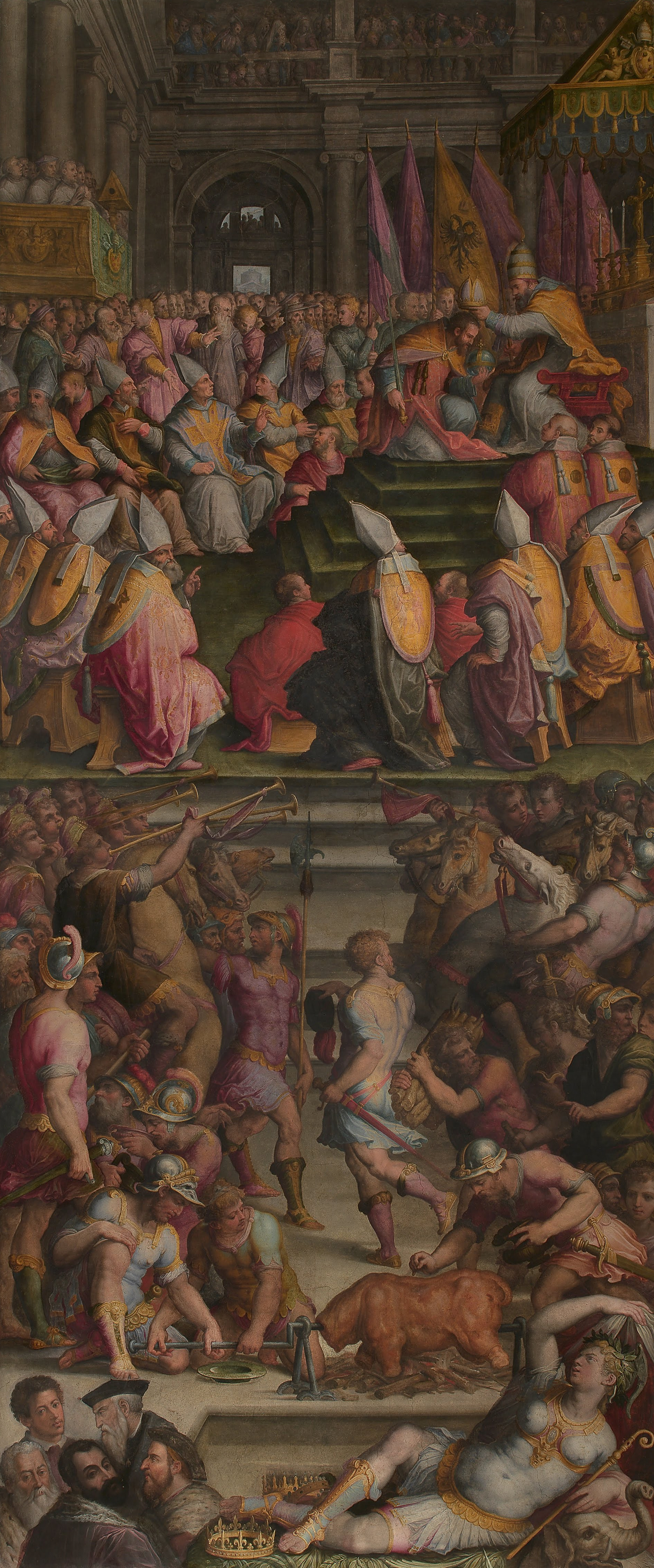
Vasari, Clemente VII incorona Carlo V in San Petronio a Bologna

Le pareti sono state decorate da affreschi con vari episodi bellici del periodo di Clemente VII, tutti legati alla presa di Firenze nel 1529-1530 da parte delle truppe pontificie e imperiali, culminata con il celebre assedio. L'episodio segnò il definitivo tramonto della Repubblica di Firenze e l'inizio del ducato mediceo. 
Tra questi affreschi spicca proprio quello dell'Assedio di Firenze, di Giovanni Stradano, nel quale sono riconoscibili molti monumenti cittadini. Le truppe imperiali sono riconoscibili dai vessilli gialli e si notano attorno alla città gli edifici dove alloggiavano i capitani degli eserciti nemici e gli accampamenti dei soldati con tende e botteghe.
Procedendo verso destra, sempre sulla stessa parete, si incontrano, di dimensione molto variabile, le scene di:
- Accampamento presso Pistoia
- Incendio del castello di Lastra a Signa nel 1529
- Assedio del castello di Empoli nel 1530
- Scaramuccia davanti ai bastioni di San Giorgio nel 1530
- Scaramuccia fuori Porta Romana
- Accampamento delle milizie spagnole nell'assedio di Volterra
- Scontro nel piano di San Donato in Polverosa
- Passaggio per Pisa delle milizie fiorentine nel 1530
- Battaglia di Gavinana del 3 agosto 1530

Tutti questi affreschi sono di Stradano e aiuti. Le due tele di Clemente VII e Carlo V e Clemente VII e Francesco I sono di Giorgio Vasari.

## Pavimento
Il pavimento in terracotta bianca e rossa è originale e proviene dalla bottega di Santi Buglioni, con una partizione che ricorda simmetricamente quella del soffitto. Al centro è l'impresa di Clemente VII: un sole riflesso in una sfera di cristallo che incendia un tronco e il motto Candor illaesus.